# Silene schimperiana
Silene schimperiana Boiss. – gatunek rośliny należący do rodziny goździkowatych (Caryophyllaceae Juss.). Występuje endemicznie w Egipcie. 

## Rozmieszczenie geograficzne
Rośnie naturalnie w Egipcie, w górach muhafazy Synaj Południowy, w Parku Narodowym Świętej Katarzyny.

## Morfologia
PokrójDorasta do 50–80 cm wysokości.

## Biologia i ekologia
Roślina jednoroczna. Rośnie na kamienistym podłożu. 